# Pisavaara
Pisavaara este o arie protejată (arie specială de conservare — SAC, sit de importanță comunitară — SCI) din Finlanda întinsă pe o suprafață de 4.891 ha, integral pe uscat.

## Localizare
Centrul sitului Pisavaara este situat la coordonatele 66°16′56″N 25°05′29″E / 66.2822°N 25.0914°E.

## Înființare
Situl Pisavaara a fost declarat sit de importanță comunitară în august 1998 pentru a proteja 3 specii de plante și 4 specii de animale. Situl a fost protejat și ca arie specială de conservare în aprilie 2015.

## Biodiversitate
Situată în ecoregiunea boreală, aria protejată conține 12 habitate naturale: Lacuri și iazuri distrofice naturale, Cursuri de apă de la nivel de câmpie la nivel montan, cu vegetație Ranunculion fluitantis și Callitricho-Batrachion, Mlaștini turboase de tranziție și turbării mișcătoare, Izvoare fino-scandinave și mlaștini produse de izvoare bogate în minerale, Izvoare petrifiante cu formare de travertin (Cratoneurion), Mlaștini alcaline, Turbării Aapa, Pante stâncoase silicioase cu vegetație casmofită, Taiga vestică, Păduri fino-scandinave bogate în ierburi cu Picea abies, Păduri caducifoliate de mlaștină fino-scandinave, Mlaștini împădurite.
La baza desemnării sitului se află mai multe specii protejate:
- plante (3): Hamatocaulis vernicosus, Ranunculus lapponicus, ochii-șoricelului (Saxifraga hirculus)
- mamifere (1): vidră de râu (Lutra lutra)
- nevertebrate (3): Boros schneideri, Ophiogomphus cecilia, Pytho kolwensis

Pe lângă speciile protejate, pe teritoriul sitului au mai fost identificate 9 specii de plante, 15 specii de păsări, 2 specii de mamifere, 4 specii de nevertebrate, 14 specii de pești.